# 冨塚優
冨塚 優（とみづか すぐる、1965年 - ）は、日本の実業家、株式会社イオレ代表取締役社長、株式会社ポケットカルチャー代表取締役社長、リクルートライフスタイル元社長、リクルートマーケティングパートナーズ元社長、リクルートホールディングス元執行役員、リクナビ元編集長。

## 人物・経歴
1965年生まれ。1988年3月、立教大学法学部法学科卒業。学生時代、当時の立教大学では学生運動の影響で、学園祭が廃止されていたが、学園祭の復活を目指して有志が集まり、企画書作成、営業活動、資金集めなどを行い、2年がかりで復活させた。この活動は現在の立教大学SPF（セントポールズフェスティバル）運営委員会として受け継がれている。
1988年4月、株式会社リクルート（現・リクルートホールディングス）入社。
人材領域に16年間携わり、営業部長、リクナビ編集長などを歴任。
2004年、国内旅行領域の責任者となり、2008年、同社執行役員に就任。翌年より「じゃらん」「ホットペッパー」等、日常消費領域全般を担当。
2012年10月のグループのホールディングス化に伴い、リクルートライフスタイル社長に就任。同時にリクルートホールディングス執行役員ライフスタイルカンパニー、アジア販売促進準備室担当を務める。
2013年4月より、「ゼクシィ」「受験サプリ」「カーセンサー」等を扱うリクルートマーケティングパートナーズ社長に就任。
2018年3月に同社を退職し、現在は、株式会社イオレ代表取締役社長、株式会社ポケットカルチャー代表取締役社長等を務める。